# Cuenca de Makarov

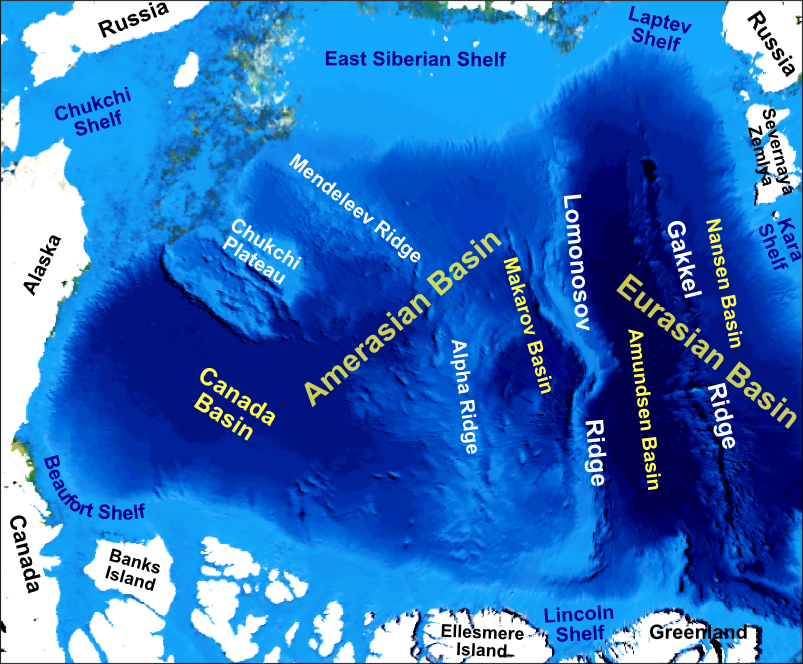
Principales características batimétricas/topográficas del Océano Ártico

La cuenca de Makárov es una cuenca oceánica entre las dorsales de Lomonósov y la de Mendeléiev, en el océano Ártico.  Lleva el nombre del almirante Stepán Makárov.